# 佐波拉
佐波拉（義大利語：Zoppola），是意大利波代诺内省的一个市镇。总面积45平方公里，人口8549人，人口密度190.0人/平方公里（2009年）。ISTAT代码为093051。

## 友好城市
- 法國 托南斯